# هنري مارتينيز
هنري مارتينيز (بالإسبانية: Henry Martínez)‏ (مواليد 20 يناير 1971) هو ملاكم سلفادوري، مثّل بلاده في الألعاب الأولمبية الصيفية 1988.

## روابط خارجية
هنري مارتينيز على موقع بوكس ريك (الإنجليزية) (registration required)
- هنري مارتينيز على موقع أوليمبيديا (الإنجليزية)